# Cajalovo tělísko

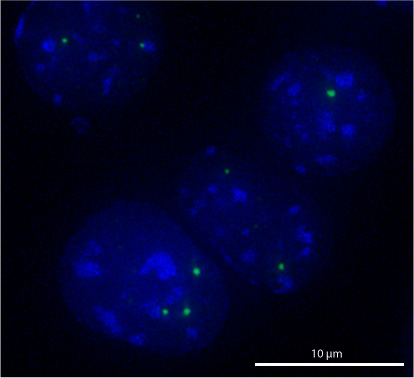
Cajalova tělíska ve fluorescenčním mikroskopu; chromatin je modře (obarveno pomocí DAPI), Cajalova tělíska zeleně (pomocí GFP)

Cajalovo tělísko je útvar uvnitř buněčného jádra dosahující velikosti 0,1–2 mikrometru. Obvykle se v jednom jádře vyskytuje 0–10 tělísek tohoto typu. Cajalova tělíska objevil v roce 1903 španělský neurobiolog Santiago Ramón y Cajal. V oblasti Cajalových tělísek se obvykle koncentrují zejména různé bílkoviny jadérka, transkripční faktory RNA polymerázy II, ale i částice snRNP a snoRNP sloužící k sestřihu RNA. Důležitým markerem Cajlových tělísek je dále protein coilin. V dnešní době se zdá, že hrají roli v dozrávání snRNP a jiných ribonukleoproteinů v jádře, případně v jejich recyklaci. Podílí se tím na správném průběhu splicingu. Cajalova tělíska dále slouží ke zrání telomerázy, jejíž RNA komponenta je příbuzná snoRNA.